# 淑德皇后 (陳藝宗)
淑德皇后（越南语：／，？—1370年），姓陳氏（越南语：／），越南陳朝第九代君主陈艺宗的皇后。
陈氏本来是陈明宗第三子恭定王陈暊的正配惠懿夫人。大定二年（1370年）十月，恭宣王陈曔、章肃国上侯陈元旦、天宁公主陈玉瑳拥立恭定王陈暊，十一月十三日，陈暊至建興府下令廢杨日禮為昏德公，十一月十五日，陈暊即位为陈艺宗，同日，惠懿夫人在建興府長安州之虎河去世，被追册为淑德皇后。隆慶元年（1373年）正月初一，陈睿宗陈曔尊上皇艺宗为光華英哲太上皇帝，追尊淑慈皇后（淑德皇后）为順慈皇太后。
| 淑德皇后陳氏    |                     |                     |
| 前任： 皇后陳氏 | 越南陳朝皇后 1370年 | 繼任： 嘉慈皇后黎氏 |